# ドノナコンタン
| ドノナコンタン | ドノナコンタン |
| -------------- | -------------- |
| CH3(CH2)90CH3  |                |
| IUPAC名        | ドノナコンタン |
| 分子式         | C92H186        |
| 分子量         | 1292.4612      |
| CAS登録番号    | 7667-95-0      |

ドノナコンタン (Dononacontane) とは、直鎖状のアルカンの1種。炭素原子が92個、分岐することなく一列に連なっている。分子式はC92H186。分子量は1292.4612。